# 17e cérémonie des prix Génie
La 17e cérémonie des Prix Génie s'est déroulé le 27 novembre 1996 pour récompenser les films sortis en 1996 et à la fin de l'année 1995. C'était la seconde cérémonie tenue cette année-là, puisque la 16e cérémonie des Prix Génie avait eu lieu au début de l'année.

## Palmarès
Le vainqueur de chaque catégorie est indiqué en gras.

### Meilleur film
- Les Feluettes, Robin Cass, Arnie Gelbart et Anna Stratton, producteurs
- Crash, David Cronenberg, producteur
- Hard Core Logo, Brian Dennis et Christine Haebler, producteurs
- Long Day's Journey into Night, Niv Fichman et Daniel Iron, producteurs
- Le Polygraphe, Philippe Carcassonne, Bruno Jobin, Jean-Pierre St-Michel et Ulrich Felsberg, producteurs

### Meilleur acteur
- William Hutt, Long Day's Journey into Night
- Jason Cadieux, Les Feluettes
- Matthew Ferguson, Les Feluettes
- Danny Gilmore, Les Feluettes
- Tom McCamus, Long Day's Journey into Night
- Christopher Penn, The Boys Club

### Meilleure actrice
- Martha Henry, Long Day's Journey into Night
- Marie Brassard, Le Polygraphe
- Helene Clarkson, Blood & Donuts
- Brenda Fricker, Swann
- Louise Portal, Sous-sol

### Meilleur acteur dans un second rôle
- Peter Donaldson, Long Day's Journey into Night
- Alexander Chapman, Les Feluettes
- James Hyndman, Rowing Through
- Sean McCann, Swann
- Ron White, Planète hurlante

### Meilleure actrice dans un second rôle
- Martha Burns, Long Day's Journey into Night
- Marie-Andrée Corneille, Erreur sur la personne
- Josée Deschênes, Le Polygraphe
- Maria de Medeiros, Le Polygraphe
- Manon Miclette, J'aime, j'aime pas

### Meilleur réalisateur
- David Cronenberg, Crash
- John Fawcett, The Boys Club
- John Greyson, Les Feluettes
- Robert Lepage, Le Polygraphe
- Bruce McDonald, Hard Core Logo